# Kristin Cullman
Ingrid Kristin Cullman Grimståhl, född 23 juni 1955 i Luleå, är en svensk orienterare.
Cullman blev världsmästarinna i stafett 1974 och 1976, hon har även tagit tre VM-silver. Hon tävlade för OK Renen.